# Последний охотник на ведьм
«Последний охотник на ведьм» (англ. The Last Witch Hunter) — художественный фильм режиссёра Брека Айснера. В главных ролях — Вин Дизель и Роуз Лесли. Премьера в США состоялась 13 октября 2015 года, в России — 29 октября 2015 года.

## Сюжет
В 1215 году группа охотников на ведьм во главе с монахом-инквизитором Доланом направились к Древу Мёртвых, где скрывается Королева Ведьм, чтобы убить её и покончить с эпидемией чумы, известной как «Чёрная смерть». Многие погибли; один из них, Колдер, мстя за жену и дочь, загоняет Королеву в глубь горящего дерева и пронзает насквозь, а та проклинает его вечной жизнью: ни время, ни раны, ни болезни теперь не властны над ним.
Проходит 800 лет. Оставшиеся в живых охотники организовали Орден Креста и Секиры, являющийся связующим между человечеством и ведьмами, которые живут среди людей, используя свои силы в мирных целях. Колдер, будучи самым старым и опытным охотником, является единственным оперативником по отлову тех, кто нарушает договор о мире, по которому Чёрная Магия карается пожизненным заточением в магической тюрьме (по велению главы Совета Ведьм, огромный деревянный скорпион забирает осуждённого и помещает в вязкую субстанцию, погружающую нарушителя и его силы в стазис). Остальные члены Ордена представляют собой духовенство, из которых выделяется «Долан», названный в честь первого главы охотников священник, являющийся личным летописцем Колдера и его стражем. К моменту 2015 года, уже 36-й священник носит должность Долана, и он готовится к отставке, передавая свои дела преемнику.
Во время полёта в Нью-Йорк Колдер замечает странную бурю за окном. Поняв, что дело в магии, он вычисляет молодую ведьму, которая везёт в сумке Камни Стихий, которые, воздействуя друг на друга, образуют опасную бурю стихий за бортом самолёта. Исправив все и забрав Камни с собой, Колдер желает удачи ведьме, говоря, что не собирается отдавать её в руки Совета из-за неопытности, а затем соблазняет одну из стюардесс, которая после проводит ночь в квартире охотника на Манхеттене. 36-й Долан позже приходит к Колдеру, чтобы дополнить хроники и побеседовать, говоря, что Колдеру пора попытаться начать «жить» (36-й Долан единственный из его предшественников, к чьим советам Колдер прислушивается и считает его своим близким другом).
Ночью 36-й Долан умирает. 37-й Долан, молодой священник, которого Колдер спас от ведьм в младенчестве, принимает полномочия летописца, но Колдер прежде всего хочет расследовать смерть 36-го Долана, так как для него слишком подозрителен факт того, что человек ушёл в отставку и умер в один вечер. Приехав в квартиру, кажущуюся ничем особенным, Колдер рассеивает заклятье, направленное на сокрытие истины, и квартира преображается из чистой и уютной в полуразрушенную, со следами ожесточённой борьбы и Чёрной Магии. С оставленным в квартире амулетом ведьмака-убийцы Колдер отправляется к Максу Шлезингеру, слепому ведьмаку-торговцу, способному отследить место нахождения владельца. Он выводит охотника на Эллика, ведьмака-убийцу, любящим проворачивать с детьми сценарий в духе «Гензель и Гретель»: заманивать в тёмный двор иллюзией конфетного дерева. Колдер отдаёт ведьмака Совету, но более тщательное расследование приводит его к выводу, что 36-й Долан не мёртв, а лишь зачарован, и если проклятье не снять за 72 часа, посредством убийства ведьмака, наложившего заклятье, процесс будет необратим. Старый Долан оставил Колдеру сообщение кровью на страницах хроник, гласящее «Вспомни свою смерть».
За разгадкой послания Колдер отправляется в частный ведьминский бар, управляемый ведьмой-барменшей Хлоей. Она даёт ему зелье памяти, с помощью которого можно перенестись в любой момент своей жизни как сторонний наблюдатель, предупреждая о том, что если он погибнет там, то умрёт и в реальном мире. Там Колдер опять оказывается в горящем Древе Мёртвых и видит свои обугленные останки близ обгоревшего остова Королевы Ведьм. Он видит приближающихся охотников, но затем его выбрасывает из воспоминаний сильный ведьмак Бальтазар Кетола по прозвищу «Белиал», говорящий, что именно он убивал прежних Доланов, чтобы выведать из них некую «тайну». В ходе битвы загорается бар, и Колдеру ничего не остаётся, как забрать Хлою с собой.
Утром Хлоя говорит, что может воссоздать зелье памяти, но для этого ей нужны редкие ингредиенты, которые есть у её подруги. Однако подруга оказалась убита Белиалом. Теперь путь Колдера и Хлои ведёт к Данике, ведьме, возглавляющей модельное агентство, а её подопечные в основном очень старые или изуродованные женщины, вернувшие себе красоту посредством амулетов. Это оказывается ловушкой Белиала, подкупившего Данику обещанием могущества в «новом мире», и старая ведьма опьяняет охотника заклинанием Вечного Сна, погружая его в воспоминания о жене и дочери. Хлое удаётся вывести Колдера из забвения и тот обезвреживает охранников и уходит, а Хлоя напоследок ломает амулет Даники, и ведьма принимает свой истинный облик: старой скрюченной старухи.
Колдер говорит Хлое, что она Ходящая-во-Снах — это ведьмы с редкой способностью проникать в сознания людей, и которых Королева Ведьм использовала как своё главное оружие против людей из-за тёмного происхождения их сил. Хлоя помогает Колдеру «вспомнить смерть» и перед ними обоими открывается страшная тайна Ордена Креста и Секиры. Когда 800 лет назад инквизитор Долан и другие охотники нашли останки Колдера и Королевы, они хотели уничтожить нечестивое сердце ведьмы, но оказалось, что если уничтожить его, то и Колдер умрёт окончательно. Долан принял решение рассказать миру, что Королева мертва, а Колдера использовать как главное оружие в борьбе против сил зла. Как выяснилось, истинной задачей Доланов была не только запись хроник, но и охрана сердца, потому их и убивали. Едва не избив 37-го Долана, Колдер узнаёт, что Белиал уже заполучил сердце; также 37-й Долан признался, что 36-й Долан ушёл в отставку именно потому, что Орден отказался «даровать покой» Колдеру и уничтожить угрозу со стороны Королевы Ведьм раз и навсегда.
В одном из парков Нью-Йорка Колдер вступает в бой с Белиалом и убивает его, однако ведьмак успевает применить сердце для возрождения Королевы Ведьм, используя Шлезингера как органический катализатор. Королева возрождается и забирает бессмертие Колдера себе, так как он был не более чем «хранилищем» её сил. После смерти Белиала, 36-й Долан оживает и говорит, что Королева нацелена завершить то, что не закончила 800 лет назад — восстановить Древо мёртвых и распространить Чёрную смерть, чтобы уничтожить человечество. Силы она черпает из колдунов, находящихся в подземелье Храма Ордена. Чтобы разорвать поток энергии, Хлоя должна уничтожить «слабое звено», которым оказывается Эллик, при этом убить его надо во сне. Проникнув в его сознание, Хлоя видит видения будущего, которое сулит победа Королевы Ведьм: разрушенный и заросший зеленью Нью-Йорк, на руинах которого стоят зомбированные чародеи, поклоняющиеся Древу Мёртвых. 37-й Долан оберегает Ходящую-во-Снах, а Колдер вступает в бой с деревянным скорпионом, напавшим из-за попытки побега из магической тюрьмы, и самой Королевой. Хотя Хлое и удалось разорвать связь, дающую силу Древу Мёртвых, оказывается, что Белиалу помогал 37-й Долан, который оказался ведьмаком по рождению, но без магических способностей. Он говорит, что ведьмами, устроившими пожар в его доме, когда он был ребёнком, были его родители. Он расстреливает Колдера из пистолета и просит Королеву даровать ему магические силы, но та говорит: «глина не может быть превращена в золото», в смысле, что если сил нет с рождения, то он обычный человек, а затем убивает его роем чумных мух.
Пришедший в себя, хоть и раненый, Колдер бросает в лужу Камни Стихий, которые при контакте с водой производят мощный взрыв, оглушающий Королеву Ведьм и разрушающий Древо Мёртвых. Колдер добивает Королеву Ведьм своим огненным мечом и та рассыпается в прах, а к Колдеру возвращается бессмертие. Охотник собирается уничтожить сердце Королевы, но Хлоя говорит, что после смерти Совета Ведьм чернокнижники вновь могут начать бесчинствовать, и будущее без Колдера, которое увидела Хлоя, не очень красочное. Колдер встречается с 36-м Доланом и говорит, что покидает Орден Креста и Секиры и собирается работать сам по себе. Старый Долан говорит, что Колдер только начинает жить, и охотник возвращается к своей новой спутнице жизни, Хлое. Спрятав сердце Королевы в своих апартаментах, Последний Охотник на Ведьм вновь выходит на тропу охоты.

## В ролях
| Актёр                   | Роль                   |
| ----------------------- | ---------------------- |
| Вин Дизель              | Колдер                 |
| Роуз Лесли              | Хлоя                   |
| Элайджа Вуд             | тридцать седьмой Долан |
| Рина Оуэн               | Глейзер                |
| Джозеф Гилган           | Эллик                  |
| Майкл Кейн              | тридцать шестой Долан  |
| Оулавюр Дарри Оулафссон | Белиал                 |
| Юли Энгельбрехт         | Королева ведьм         |
| Исаак де Банколе        | Шлезингер              |
| Лотта Вербек            | Хелена                 |
| Инбар Лави              | Соня                   |
| Бекс Тейлор-Клаус       | Бронвин                |
| Эйми Карреро            | Миранда                |
| Армани Джексон          | Армани                 |
| Стефани Бертони         | ведьма с Уолл-Стрит    |
| Дон Оливьери            | Даника                 |

## Создание

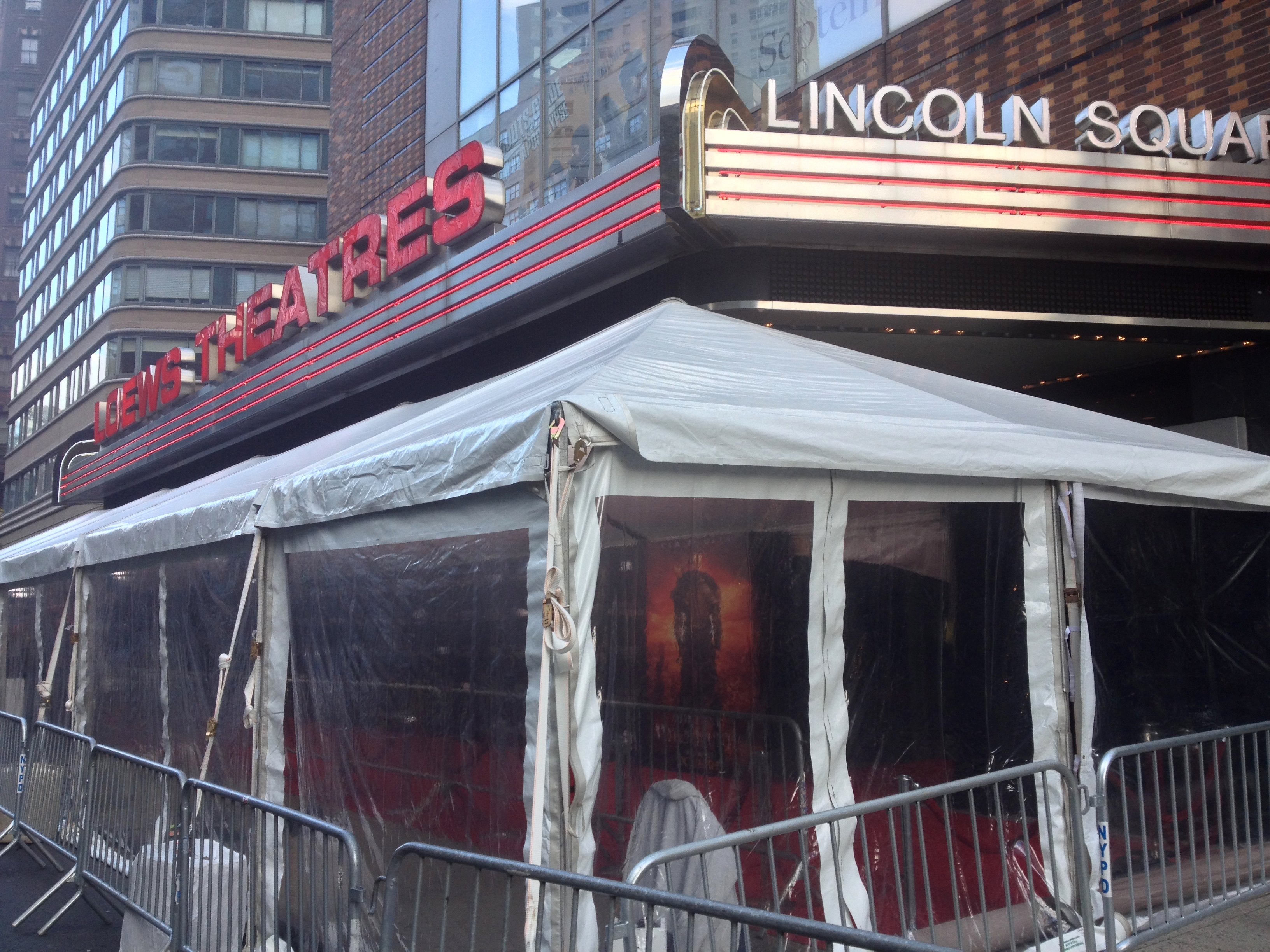

Планы на фильм «Последний охотник на ведьм» были объявлены в марте 2010 года и первоначально снимать его должен был Тимур Бекмамбетов по сценарию Кори Гудмана. В марте 2011 года Брек Айснер стал вести переговоры по поводу того, чтобы заменить Бекмамбетова на посту режиссёра. В марте 2013 года было объявлено, что на главную роль рассматривается Вин Дизель. Сценарий Гудмана сначала был дан переписан Данте Харперу, впоследствии к работе над сценарием привлекли Мелиссу Уоллэк. В феврале 2014 года Вин Дизель на своей странице в Facebook опубликовал фотографию с концепт-артами к фильму, а генеральный директор Lionsgate Джон Фелтеймер отметил, что в случае успеха «Последний охотник на ведьм» может стать кинофраншизой. В июле 2014 года было объявлено, что Роуз Лесли получила главную женскую роль в фильме. С июля по август 2014 Элайджа Вуд, Майкл Кейн и Оулавюр Дарри Оулавссон присоединились к актёрскому составу. В сентябре 2014 года стало известно, что Юли Энгельбрехт сыграет в фильме главную злодейку — Королеву ведьм.
Оригинальный сценарий к фильму Кори Гудмана вошёл в Чёрный список лучших неспродюсированных сценариев 2010 года.

### Съёмки
Съёмки фильма проходили в Питтсбурге.

### Отзывы
Фильм получил негативные отзывы критиков. На сайте Rotten Tomatoes лишь 16 % оценили этот фильм положительно (основываясь на 123 отзывах), со средним рейтингом 3.8/10. Критики единогласно описывают этот фильм: «Угрюмый, медленный, и в целом плохо вяжущийся с амплуа Вина Дизеля, Последний охотник на ведьм будет надоедать и/или сбивать с толку не только обычных зрителей, но и даже поклонников фэнтези-сражений». На сайте Metacritic, рейтинг фильма 34 баллов из 100, основываясь на отзывах 22 критиков, оценки которых были «абсолютно неблагосклонными». На CinemaScore, аудитория дала оценку фильму «B-» по шкале от A+ до F.
Тем не менее, на сайте IMDB по состоянию на 2019 год усреднённая зрительская оценка составляет относительно высокие 6 баллов.